# Muzică timpurie
Muzica timpurie este în general înțeleasă ca fiind totalitatea melodiilor din cele mai vechi timpuri până la baroc.  Cu toate acestea, astazi acest termen a ajuns să includă "orice muzică, pentru care un stil istoric corespunzător, de interpretare, trebuie să fie reconstruit pe baza lucrărilor, tratatelor, instrumentelor și a altor dovezi contemporane ce au supraviețuit."

## Practica de interpretare
Potrivit lui Margaret Bent, "Notația muzicală din perioada Renașterii este sub-prescriptivă după standardele noastre. Atunci cînd este tradusă într-o formă modernă, aceasta capătă o greutate prescriptivă, care suprasimplifică și denaturează deschiderea sa originală. Alterațiile... pot sau nu pot să fi fost notate, dar ceea ce notația modernă necesită, ar fi fost atunci perfect aparent, chiar fără a fi notat pentru un cântăreț versat în contrapunct".